# Yoshiichi Watanabe
Yoshiichi Watanabe (jap. 渡辺 由一 Watanabe Yoshiichi; ur. 5 kwietnia 1954) – japoński piłkarz, reprezentant kraju.

## Kariera klubowa
Od 1977 do 1982 roku występował w klubie Toyo Industries.

## Kariera reprezentacyjna
W reprezentacji Japonii zadebiutował w 1979. W sumie w reprezentacji wystąpił w 6 spotkaniach.

## Statystyki
| Reprezentacja Japonii | Reprezentacja Japonii | Reprezentacja Japonii |
| Rok                   | Mecze                 | Gole                  |
| --------------------- | --------------------- | --------------------- |
| 1979                  | 6                     | 1                     |
| Razem                 | 6                     | 1                     |